# الفجرة (جبلة)

تعديل مصدري - تعديل

الفجرة هي إحدى قرى عزلة وراف بمديرية جبلة التابعة لمحافظة إب، بلغ تعداد سكانها 188 نسمة حسب تعداد اليمن لعام 2004.